# Лухи
Лухи (груз. ლუხი) — село в Грузии, на территории Местийского муниципалитета края (мхаре) Самегрело-Верхняя Сванетия.

## География
Село находится в северо-западной части Грузии, на правом берегу реки Ненскры (правый приток Ингури), вблизи места впадения в неё реки Дарчи-Ормелети, на расстоянии приблизительно 43 километров (по прямой) к западо-юго-западу от посёлка городского типа Местиа, административного центра муниципалитета. Абсолютная высота — 653 метра над уровнем моря.

## Население
По результатам официальной переписи населения 2014 года в Лухи проживало 43 человека (24 мужчины и 19 женщин). В национальной структуре населения грузины составляли 100 %.
| Год  | Население, человек |
| ---- | ------------------ |
| 2002 | 41                 |
| 2014 | ↗ 43               |